# Hotell Savoy

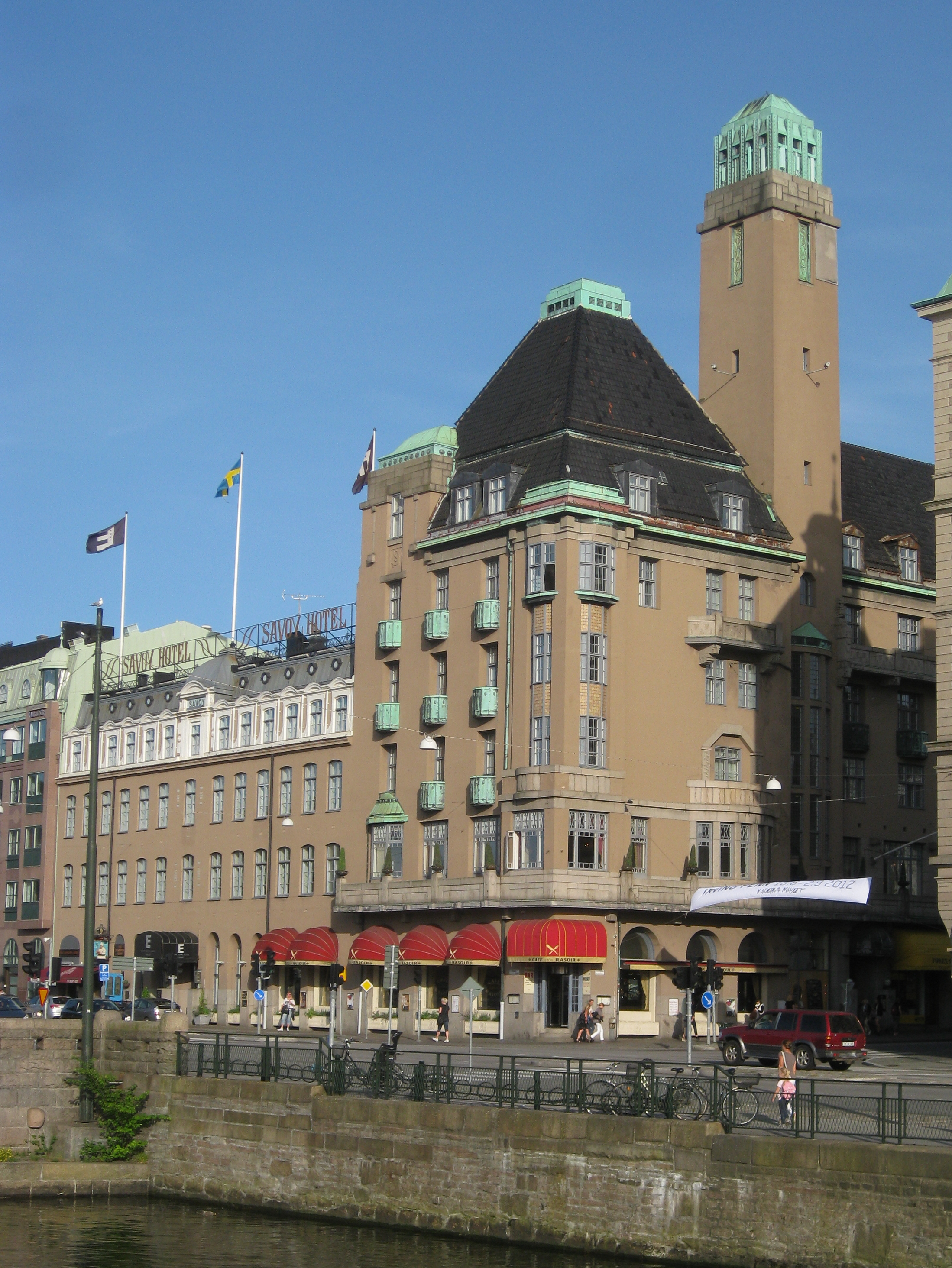
Hotell Savoy i juni 2012.

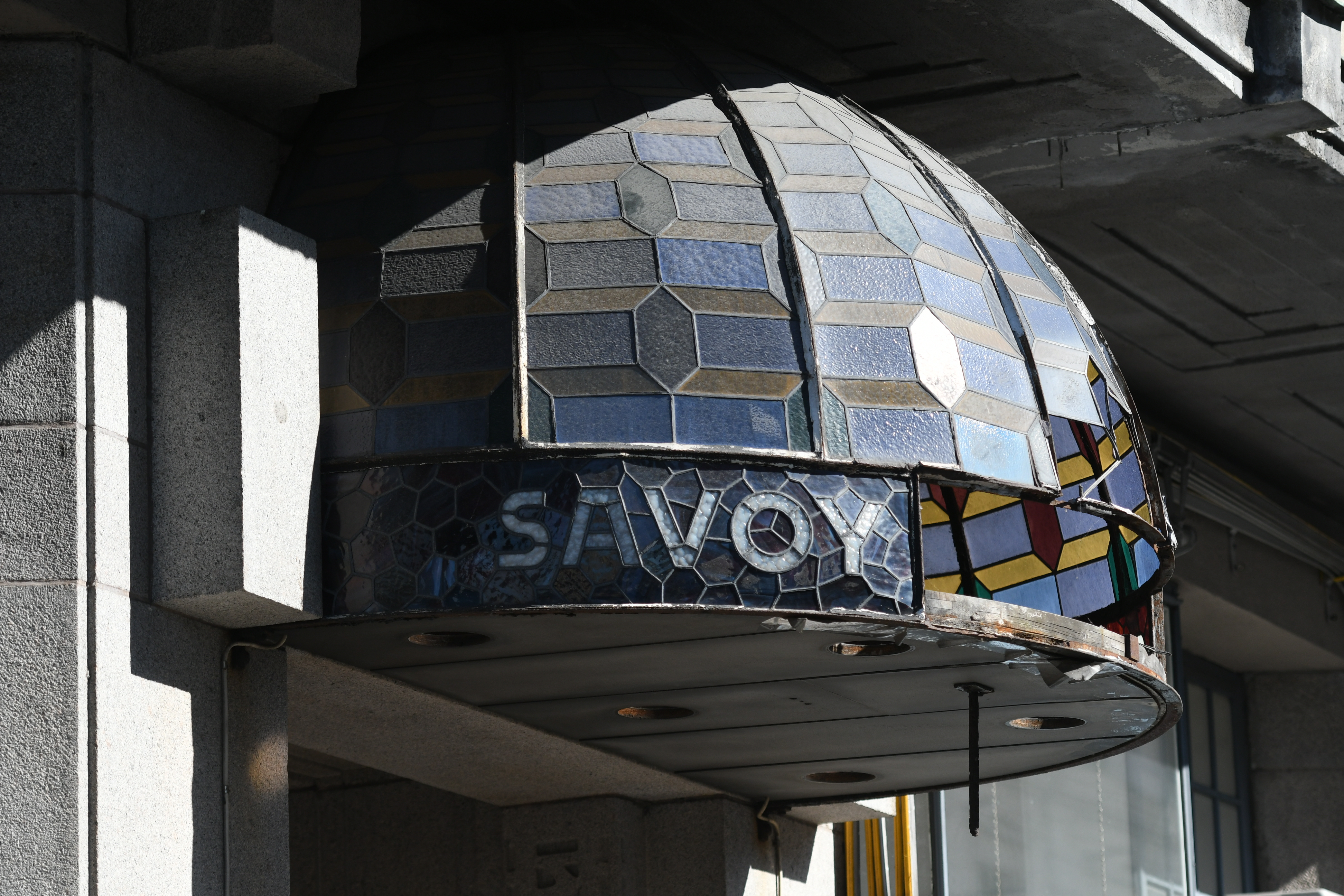
Hotelldekoration.

Hotell Savoy är ett hotell i Malmö, ägt av Elite Hotels. Hotellet ligger vid korsningen av Norra Vallgatan och Hamngatan, mittemot Malmö centralstation norr om kanalen, och har 109 rum. På andra sidan Hamngatan ligger Skånepalatset.

## Historia
På platsen fanns sedan medeltiden en gästgivargård. 1862 byggdes ett hotell av entreprenören J. G. Åberg på platsen, som fick namnet "Hotell Svea". Det öppnade 7 maj 1862. 1868 bjöd Åberg ut sitt hotell till försäljning. Köpare kom inte förrän 1869 genom Johan Friedrich Horn (1844-1901), från Danmark. Han drev hotellet under samma namn ett antal år. 1884 byggde han till en våning och renoverade hotellet, Det blev nyinvigt, nu under namnet "Hotell Horn", i mars 1885. Senare byggdes även till ett annex till höger om hotellet. Horn avled i Köpenhamn i december 1901 och hotellet stängdes tillsvidare i februari 1902. Namnet Savoy fick hotellet 1902 under ny ledning, då uppkallat efter Hotel Savoy i London. Inför Baltiska utställningen 1914 byggdes delen mot Hamngatan med festvåning, matsal och nya hotellrum. Arkitekt var Frans Ekelund.
Hotell Savoy har jämte Hotell Mollberg i Helsingborg gett upphov till två blandningar av Zoégas kaffe: Skånerost (tidigare Horns Blandning) respektive Mollbergs blandning.
Hotellet är känt för att Sten Broman och Fritiof Nilsson Piraten hade stambord i restaurangen. Piraten har även givit en känd och vällustig skildring av ett smörgåsbord på dåvarande Hotell Horn i romanen Bock i örtagård.
Lenin intog smörgåsbord på Savoy då han besökte Malmö den 12 april 1917, varefter han fortsatte med nattåg till Stockholm.
År 1944 övertogs hotellet av Fritz Lendrop, som sedan drev det med sonen Lars Lendrop. Lars Lendrop var ensam ägare från 1958.
År 1982 sålde Lendrop hotellet till Bicky Chakraborty och hans hotellföretag SSRS Holding som då ägde fem hotell. SSRS utvecklades senare till hotellkedjan Elite Hotels.
Restaurangen drevs av Petri Pumpa 1999–2003.